# Anders Persson (jazzpianist)
Anders Persson, född 28 mars 1958 i Göteborg är en svensk jazzpianist.
Persson gick sin musikerutbildning mellan åren 1979 och 1983 på Musikhögskolan vid Göteborgs universitet. Sedan 1980-talet har han spelat med en lång rad svenska och utländska musiker, bland andra Palle Danielsson, Jonas Knutsson, Joakim Milder, Yasuhito Mori, Stina Nordenstam, Lina Nyberg, Terje Sundby, Jim Beard, Tom Harrell, Adam Nussbaum och Toots Thielemans.

## Diskografi (urval)
- 1983 – Time Unit (Dragon)
- 1987 – L'air du côte, kvartett med Ove Ingemarsson (Dragon).
- 1991 – Memories of a Color, Stina Nordenstam (Caprice).
- 1991 – Concensus, Joakim Milder (Opus3)
- 1994 – Aire de tango, kvartett med Luis Salinas (Dragon).
- 1996 – At Large, trio med Yasuhito Mori & Magnus Gran (Dragon).
- 1999 – Domestic Wax, trio med Yasuhito Mori & Magnus Gran (Prophone).
- 2003 – A Song Book med Lina Nyberg (Spice of Life).
- 2004 – Lonely Fungus, trio med Palle Danielsson & Terje Sundby (Touché Music).
- 2005 – barT featuring Jim Beard, trio med Owe Almgren, Terje Sundby & gäst Jim Beard (Imogena).
- 2007 – Love Letters med Joelle och Yasuhito Mori (King Records).
- 2008 – Obsolete Music med Ove Ingemarsson, Johan Borgström, Magnus Gran och Yasuhito Mori (Imogena).
- 2008 – A remark you made – Memories of Joe Zawinul med Jonas Knutsson (Touché Music).
- 2010 – Morten Mosgaards Orkester med Morten Mosgaard (Jævn).
- 2010 – Catwalk med Patrick Rydman (Imogena).
- 2013 - Ten small masterpieces med Ove Ingemarsson, Johan Borgström, Yasuhito Mori & Magnus Gran
- 2013 – The second time around med Palle Danielsson och Terje Sundby (Imogena).
- 2019 - Starling & Oaktree med Stina Andersdotter (Imogena)
- 2021 - Eternal spring med Johan Borgström (Nilento rec)
- 2024 - Petrichor med Jonas Knutsson (Naxos)
- 2025 - Expeditionen med EvaMarie Agnelid och Staffan Svensson (Soda Music)

## Utmärkelser
- 2002 – Laila och Charles Gavatins stipendium för jazzmusik
- 2007 – Västra Götalands Kulturstipendium
- 2008 – SKAP-stipendium
- 2011 – Göteborgs Stads Kulturstipendium
- 2019 - Hedersgäst på Umeå Jazzfestival